# Gurli Lindén
Gurli Lindén, född Kronqvist 18 januari 1940 i Öja i Karleby, är en finlandssvensk författare.
Lindén var en av initiativtagarna till det österbottniska alternativförlaget Författarnas andelslag, där hon efter debuten med Att resa sig (1973) utgett en rad diktsamlingar. Hennes lyrik hade till en början starkt realistisk prägel, med feministiskt perspektiv, men har utvecklats mot ett abstraherande och absurdistiskt bildspråk. Efter att ha flyttat till Sverige engagerade sig Lindén i den esoteriska rörelsen och har bland annat skrivit flera böcker om konstnären Hilma af Klint och hennes religiösa verk.

## Priser och utmärkelser
- 1987 – Edith Södergran-priset.
- 1977 – Svenska litteratursällskapets pris (i Finland).
- 2018  –  Choraeuspriset, Olof och Siri Granholms stiftelse.